# لاسه یورگنسن
لاسه یورگنسن (انگلیسی: Lasse Jürgensen؛ زادهٔ ۱۶ فوریهٔ ۱۹۹۸) بازیکن فوتبال اهل دانمارک است.
وی همچنین در تیم‌های ملی فوتبال Denmark national under-16 football team و Denmark national under-17 football team بازی کرده‌است.